# Landhaus Roser

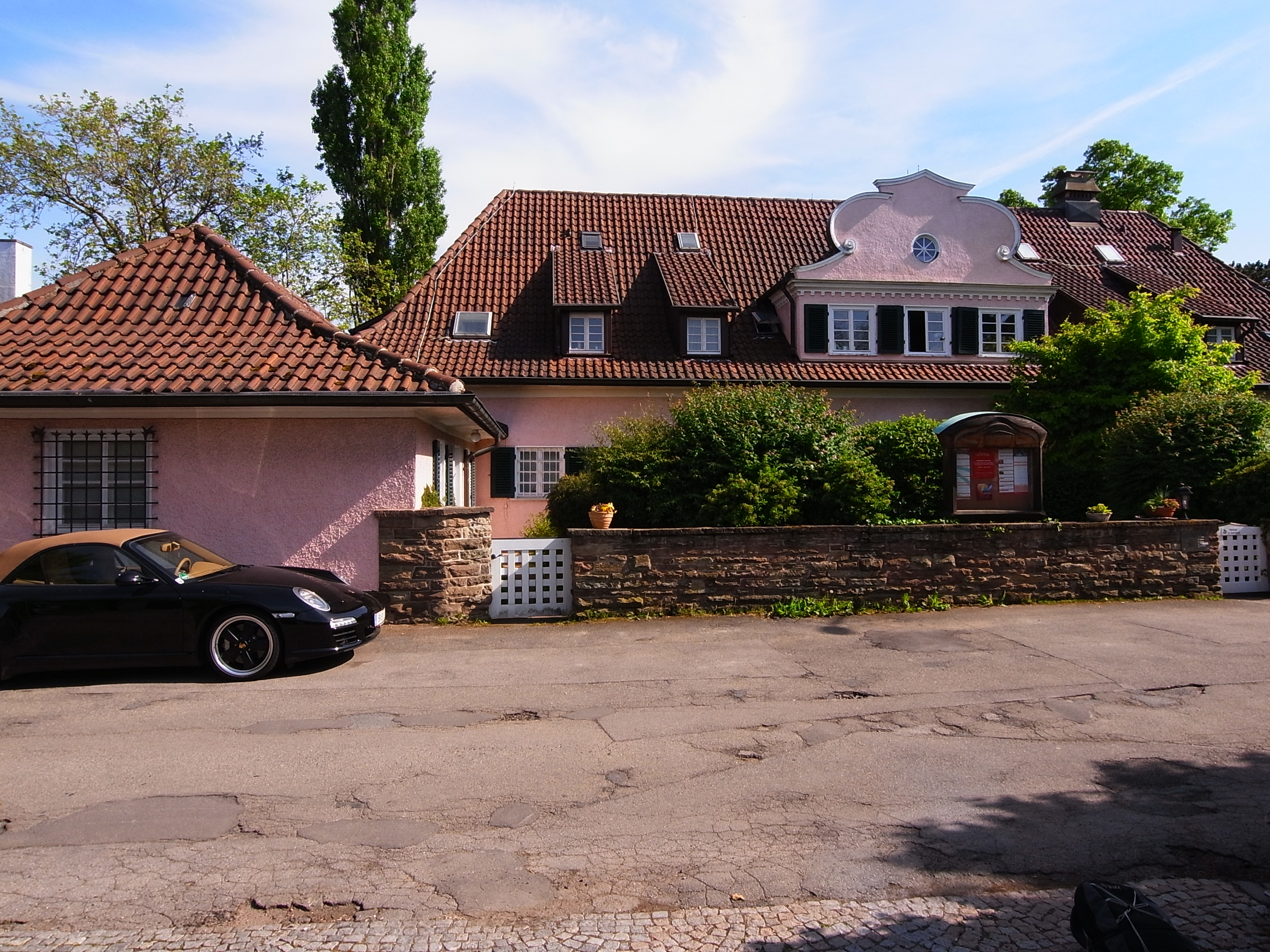
Das Landhaus Roser, einst Sitz der gleichnamigen Lederfabrikantenfamilie

Das Landhaus Roser ist ein Wohnhaus am Killesberg in Stuttgart-Nord am Bismarckturm 58.
Erbaut wurde das Landhaus im Jahr 1921 von Paul Bonatz, einem deutschen Architekten und einflussreichen Hochschullehrer und Brückengestalter, welcher zu den Hauptvertretern der Stuttgarter Schule der Architektur gezählt wird. Entworfen wurde das Anwesen für den Feuerbacher Lederfabrikanten Willi Roser. Heute residiert in dem Gebäude die Novalis-Schule.

## Architektur
Das Gebäude hat ein kubisch geschlossenes Walmdach mit Biberschwanz-Dachdeckung und handwerklichen Details an Fenstern und Geländern. Das Dach weist geschwungene Ziergiebel auf. Das Haus repräsentiert die traditionell-konservative Architekturauffassung seines Erbauers. Strenge Fassadenformen, ein symmetrisch-axialer Grundriss und geschlämmtes Ziegelmauerwerk über Natursteinsockeln (Qualitätsmerkmal) bilden Typizismen für Bonatz. Dieser symmetrische Villenstil ist dem des oberitalienischen Renaissance-Architekten Andrea Palladio entlehnt. Der Hauptbauteil ist zweigeschossig und breit angelegt. Dieses wird durch zwei Seitenbaukörper flankiert, die eingeschossig sind und ebenfalls Walmdächer tragen. Die Konzeption dieser Anlage erinnert an einen eingeschlossenen Ehrenhof.

## Villa Roser
Unweit des Landhauses wurde im Auftrag der Fabrikantenfamilie Roser in den Jahren 1925–26 die Villa Roser erstellt. Architekt dieses Bauwerks war Paul Schmitthenner, ein Kollege von Paul Bonatz bei der „Stuttgarter Schule“. Die Villa liegt im Feuerbacher Weg 51.

## Weblink
- Landhaus Roser. In: archINFORM.